# Специализирани агенции на ООН
Специализираните агенции на ООН са самостоятелни международни организации, свързани с Организацията на обединените нации чрез специално споразумение за сътрудничество. Специализираните агенции се създават на основата на междуправителствени споразумения.
| Наименование                                                                      | Година на основаване | Местонахождение | Сайт              |
| --------------------------------------------------------------------------------- | -------------------- | --------------- | ----------------- |
| Световна метеорологична организация (WMO)                                         | 1947                 | Женева          | www.wmo.ch        |
| Световна здравна организация (СЗО, WHO)                                           | 1948                 | Женева          | www.who.int       |
| Световна организация за интелектуална собственост (СОИС, WIPO)                    | 1967                 | Женева          | www.wipo.int      |
| Световна организация по туризъм (WTO)                                             | 1974                 | Мадрид          | www.unwto.org     |
| Световен пощенски съюз (UPU)                                                      | 1947                 | Берн            | www.upu.int       |
| Международна асоциация за развитие (МАР, IDA)                                     | 1960                 | Вашингтон       | www.worldbank.org |
| Международна морска организация (ММО, IMO)                                        | 1959                 | Лондон          | www.imo.org       |
| Международна организация за гражданска авиация (ИКАО, ICAO)                       | 1944                 | Монреал         | www.icao.int      |
| Международна организация на труда (МОТ, ILO)                                      | 1919                 | Женева          | www.ilo.org       |
| Международна финансова корпорация (МФК, IFC)                                      | 1956                 | Вашингтон       | www.ifc.org       |
| Международна банка за възстановяване и развитие (МБВР, IBRD)                      | 1944                 | Вашингтон       | www.worldbank.org |
| Международен съюз по телекомуникации (ITU)                                        | 1947                 | Женева          | www.itu.int       |
| Международен фонд за селскостопанско развитие (IFAD)                              | 1977                 | Рим             | www.ifad.org      |
| Организация на обединените нации за образование, наука и култура (ЮНЕСКО, UNESCO) | 1946                 | Париж           | www.unesco.org    |
| Организация на ООН за промишлено развитие (ЮНИДО, UNIDO)                          | 1966                 | Виена           | www.unido.org     |
| Организация по прехрана и земеделие (ФАО, FAO)                                    | 1945                 | Рим             | www.fao.org       |